# Золотая медаль имени Н. Н. Боголюбова
Золотая медаль имени Н. Н. Боголюбова — медаль имени математика и физика-теоретика Н. Н. Боголюбова, присуждается Отделением математических наук Российской Академии наук с 1999 года за выдающиеся работы в области математики, теоретической физики и механики. Присуждается отечественным и зарубежным учёным.

Обратная сторона медали

## Лауреаты
На октябрь 2024 года награда была вручена следующим учёным:
- 1999 — Василий Сергеевич Владимиров — за выдающиеся работы в области математики, теоретической физики и механики
- 2004 — Дмитрий Васильевич Ширков — за выдающиеся результаты в области математики, теоретической физики и механики
- 2009 — Сергей Петрович Новиков — за выдающиеся результаты в области математики, теоретической физики и механики
- 2014 — Андрей Алексеевич Славнов — за выдающиеся результаты в области математики, теоретической физики и механики
- 2019 — Владимир Евгеньевич Захаров — за выдающиеся результаты в области математики, теоретической физики и механики
- 2024 — Виктор Анатольевич Матвеев — за выдающиеся работы в области математики, теоретической физики и механики